# Ophiomyia lucidata
Ophiomyia lucidata är en tvåvingeart som beskrevs av Spencer 1961. Ophiomyia lucidata ingår i släktet Ophiomyia och familjen minerarflugor. Inga underarter finns listade i Catalogue of Life.